# كارلتون واتكينز
كارلتون واتكينز (بالإنجليزية: Carleton Watkins)‏ هو مصور أمريكي، ولد في 11 نوفمبر 1829 في أونيونتا في الولايات المتحدة، وتوفي في 23 يونيو 1916 في نابا في الولايات المتحدة.

## وصلات خارجية
- كارلتون واتكينز على موقع الموسوعة البريطانية (الإنجليزية)